# Serie A 1958 (baseball)
La Serie A 1958 è stata l'11ª edizione del torneo di primo livello del campionato italiano di baseball. La competizione fu divisa in due tornei distinti denominati Torneo d'Oro e Serie A federale.
Lo scudetto è stato conquistato dal Nettuno 1945, per il torneo d'oro, per la settima volta nella sua storia e dal CUS Milano, per la serie A federale, al primo successo nella sua storia.

## Formula
Entrambe le competizioni furono strutturate su un girone unico all'italiana con gare di andata e ritorno tra le quattro squadre, per il torneo d'oro, e le otto squadre, per la serie A federale, partecipanti.

## Squadre partecipanti
| Club                    | Città                    | Impianto | Stagione precedente          |
| ----------------------- | ------------------------ | -------- | ---------------------------- |
| Torneo d'Oro            |                          |          |                              |
| Lazio                   | Roma                     |          | 2º in Serie A 1957           |
| Nettuno 1945            | Nettuno (RM)             |          | 1º in Serie A 1957           |
| Roma                    | Roma                     |          | 3º in Serie A 1957           |
| Universitas Roma        | Roma                     |          |                              |
| Serie A Federale        |                          |          |                              |
| ACLI Tiges              | Bologna                  |          | ?º in Serie B 1957, promosso |
| Calze Verdi Casalecchio | Casalecchio di Reno (BO) |          | 7º in Serie A 1957           |
| CUS Milano              | Milano                   |          | 1º in Serie B 1957, promosso |
| Firenze                 | Firenze                  |          | 4º in Serie A 1957           |
| Fortitudo Bologna       | Bologna                  |          | ?º in Serie B 1957, promosso |
| Libertas Inter          | Milano                   |          | 6º in Serie A 1957           |
| Parma                   | Parma                    |          | ?º in Serie B 1957, promosso |
| Pirelli                 | Milano                   |          | 5º in Serie A 1957           |

## Stagione

### Classifica finale Torneo d'Oro
|  | Pos. | Squadra          | G  | V  | P  | PCT   | GB |
|  | ---- | ---------------- | -- | -- | -- | ----- | -- |
|  | 1.   | Nettuno 1945     | 12 | 12 | 0  | 1.000 | -  |
|  | 2.   | Roma             | 11 | 7  | 4  | .636  | ?  |
|  | 3.   | Lazio            | 11 | 4  | 7  | .363  | ?  |
|  | 4.   | Universitas Roma | 12 | 0  | 12 | .000  | ?  |

Legenda:
      Campione d'Italia - Torneo d'Oro.

### Classifica finale Serie A Federale
|  | Pos. | Squadra                 | G  | V  | P  | PCT  | GB   |
|  | ---- | ----------------------- | -- | -- | -- | ---- | ---- |
|  | 1.   | CUS Milano              | 14 | 12 | 2  | .857 | -    |
|  | 2.   | Libertas Inter          | 14 | 11 | 3  | .786 | 1,0  |
|  | 3.   | Firenze                 | 14 | 10 | 4  | .714 | 2,0  |
|  | 4.   | Calze Verdi Casalecchio | 14 | 7  | 7  | .500 | 5,0  |
|  | 5.   | Pirelli                 | 14 | 6  | 8  | .429 | 6,0  |
|  | 6.   | Parma                   | 14 | 5  | 9  | .357 | 7,0  |
|  | 7.   | ACLI Tigers             | 14 | 4  | 10 | .286 | 8,0  |
|  | 8.   | Fortitudo Bologna       | 14 | 1  | 13 | .071 | 11,0 |

Legenda:
      Campione d'Italia.
      Retrocesso in Serie B.